# 181 Eucharis
181 Eucharis је астероид главног астероидног појаса. Приближан пречник астероида је 106,66 km,
а средња удаљеност астероида од Сунца износи 3,128 астрономских јединица (АЈ).
Инклинација (нагиб) орбите у односу на раван еклиптике је 18,887 степени, а орбитални период износи 2021,271 дана (5,533 година). Ексцентрицитет орбите астероида износи 0,202.
Апсолутна магнитуда астероида износи 7,84 а геометријски албедо 0,113.
Астероид је откривен 2. фебруара 1878. године.